# LP-44
LP-44 es un fármaco que actúa como un agonista potente y selectivo del receptor de serotonina 5HT7. Si bien el LP-44 es menos selectivo que el compuesto relacionado LP-12, se ha utilizado más ampliamente en la investigación y se ha utilizado para mostrar el papel complejo de los receptores 5-HT7 en varios aspectos de la función cerebral, incluida la regulación del ciclo de sueño-vigilia y los roles en el estrés, el aprendizaje y la memoria.